# Parc d'État Leonard Harrison
Le parc d'État Leonard Harrison (Leonard Harrison State Park) est un parc d'État de la Pennsylvanie, dans le comté de Tioga, aux États-Unis.